# RB 08 (ミサイル)
RB-08（スウェーデン語: Robot 08）は、スウェーデンの対艦ミサイル。サーブ社によりノール・アビアシオンのターゲット・ドローンCT-20を元に開発されたものである。

## 開発に至る経緯

### RB-315の開発と計画中止
1944年、スウェーデン陸軍兵器部とスウェーデン海軍魚雷局は空中魚雷（lufttorpeder）の共同開発に着手した。ドイツ沿岸からの発射試験中のV1飛行爆弾6発がスウェーデン領内に墜落しており、スウェーデンはドイツのミサイル技術についてある程度の知識を得ていた。また1944年6月13日にはベッケボにV2ロケットが墜落した。これは通常のV2ロケットではなく、ヴァッサーファルのための試験に供されていたもので、指令誘導用の無線通信装置が搭載されていた。このロケットはスウェーデン自身によって解析されたのち、イギリスに空輸されて更に解析されており、ドイツ軍がイギリスに対してV2ロケットを発射する前にその能力を理解する機会を提供した。
1945年には代表団がイギリスに派遣されて、第二次世界大戦の終戦までに、ドイツのミサイルについて膨大な資料が収集された。その成果を踏まえて、海軍省魚雷局はSAAB社に空中魚雷の試作品を発注し、1946年に納入を受けて、試験を開始した。多くの点でドイツのV1を参考としていたが、より高度な制御およびジャイロシステムが導入された。最初に納入されたモデルはRB-310と称され、飛行制御および推進装置の試験に供された。また1948年には、やや大型化してレーダー誘導装置および高度保持装置を搭載できるようにしたRB-311が製作されたものの、実際にはレーダー機器は搭載されず、機能面ではRB-310と同様であった。
1949年からは、RB-310を更に発展させたRB-315の製作が開始された。V1をベースとした設計から脱却して全面的に改訂されており、無人航空機というよりロケットに近い外見となった。「空中魚雷」構想の初期には、目標直前で着水して終末航程は通常の魚雷と同様に水中を推進することが構想されていたが、機構の複雑化を招くことから、後にこの構想は放棄された。試験は1953年より開始され、また1955年からは艦上試験も開始された。ハッランド級駆逐艦2隻に発射機が搭載されており、合計86回の試験発射のうち8回が艦上発射であった。依然としてレーダー機器に問題があったため、基本的には事前プログラムおよび指令誘導によって制御されていたが、全体的な完成度は高く、193発が生産された。
しかしこの時期、計画は海軍省から空軍のミサイル局（Robotbyrån）に移管されていたが、同局では、空軍向けのRB-304（RB-04空対艦ミサイルの原型）を優先すべきと判断した。1957年にRB-315の開発中止を決定し、試験のみが1959年まで継続された。

### CT-20の導入とRB-08の開発
1957年、フランスのノール・アビアシオン社はCT-20無人航空機を発表した。これはジェットエンジンを推進装置として、900キロメートル毎時を発揮できるターゲット・ドローンであり、スウェーデン軍でも導入された。
RB-315の開発中止を受けて、海軍ではその代替計画を検討しており、CT-20を基に対艦ミサイルとして発展させることが構想されるようになった。CT-20は既に十分な試験を経ており、開発期間を短縮できるものと考えられた。ノール社はスウェーデンからの要望に応えて、1959年より、CT-20の艦対艦ミサイル仕様であるMM20（Mer-Mer 20 km）の開発に着手し、サーブ社が開発計画全体を統括した。開発は1962年に完了し、同年、サーブ社に対して最初の発注がなされた。

## 設計
ミサイルはまず2基のロケットブースターによって飛翔を開始する。このブースターは2秒間の燃焼ののち切り離され、その後はターボジェットエンジンであるチュルボメカ マルボレが推進装置となり、ミサイルを900 km/h (Mach 0.73)で飛翔させる。RB-08Aの最大射程は70 kmである。発展型のRB-08Bでは射程を10倍に延伸することが計画されていたが、これは実現しなかった。
ミサイルは、気圧高度計によって高度約600メートルを巡航する。逆探知を避けるため、ミサイルが目標から15 kmの位置に達するまで、誘導装置のレーダーは休止状態とされる。レーダーが作動して目標エリアを走査し、事前に指定された特徴を満たした目標を探知した場合、誘導装置がミサイルの制御を引き継ぐ。終末航程では目標に対し急降下して突入する。
同時期にソビエト連邦で配備されていたP-15「テルミート」（SS-N-2「スティクス」）の初期型は射程距離約40 kmで、RB-08よりも短かった。一方、P-15はミサイル艇にも搭載できたのに対し、RB-08は、既にRB-315用の運用設備を有していたハッランド級駆逐艦への搭載を想定したシステム構成となっており、小型艦艇への搭載は想定されていなかった。

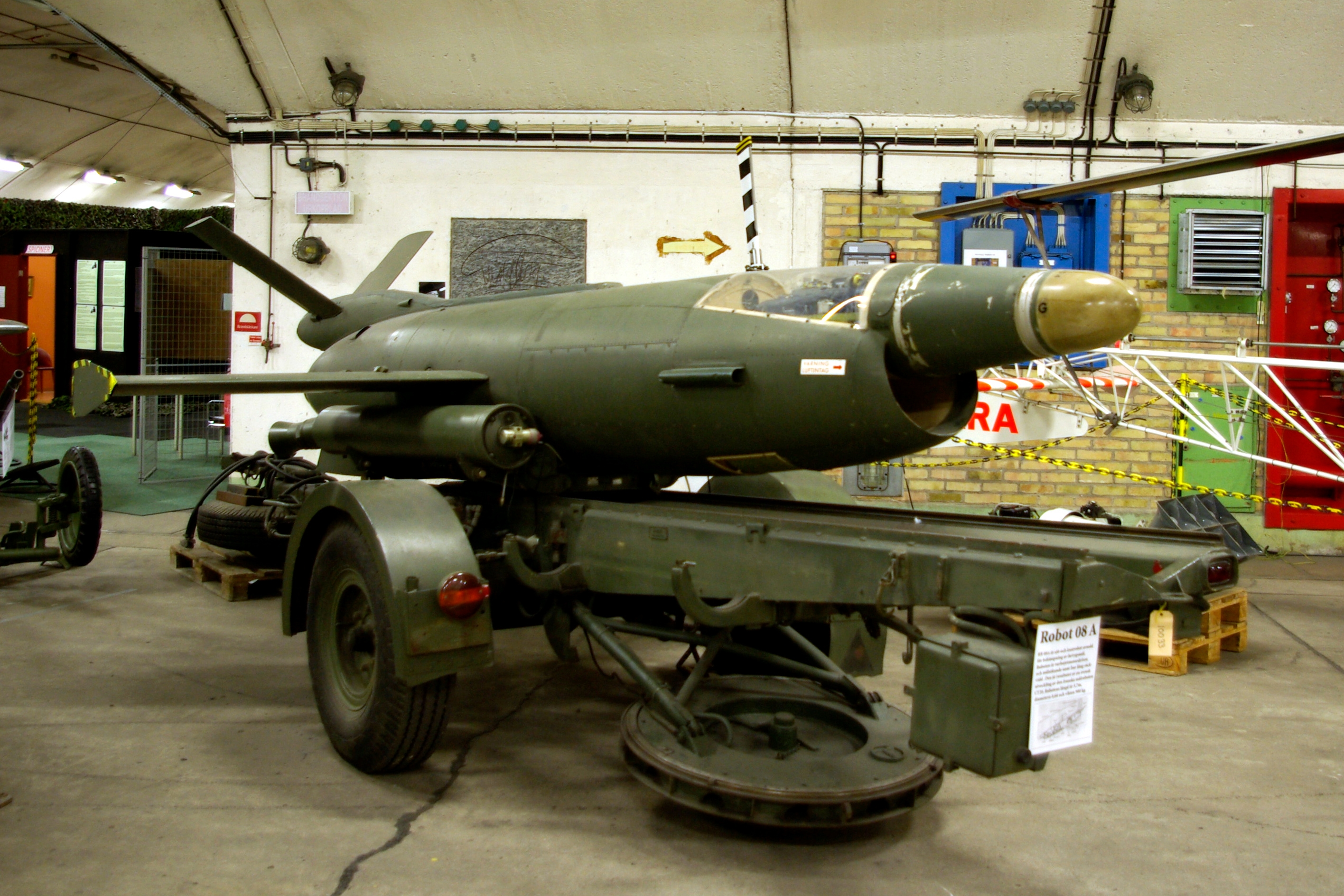
右前方からの写真
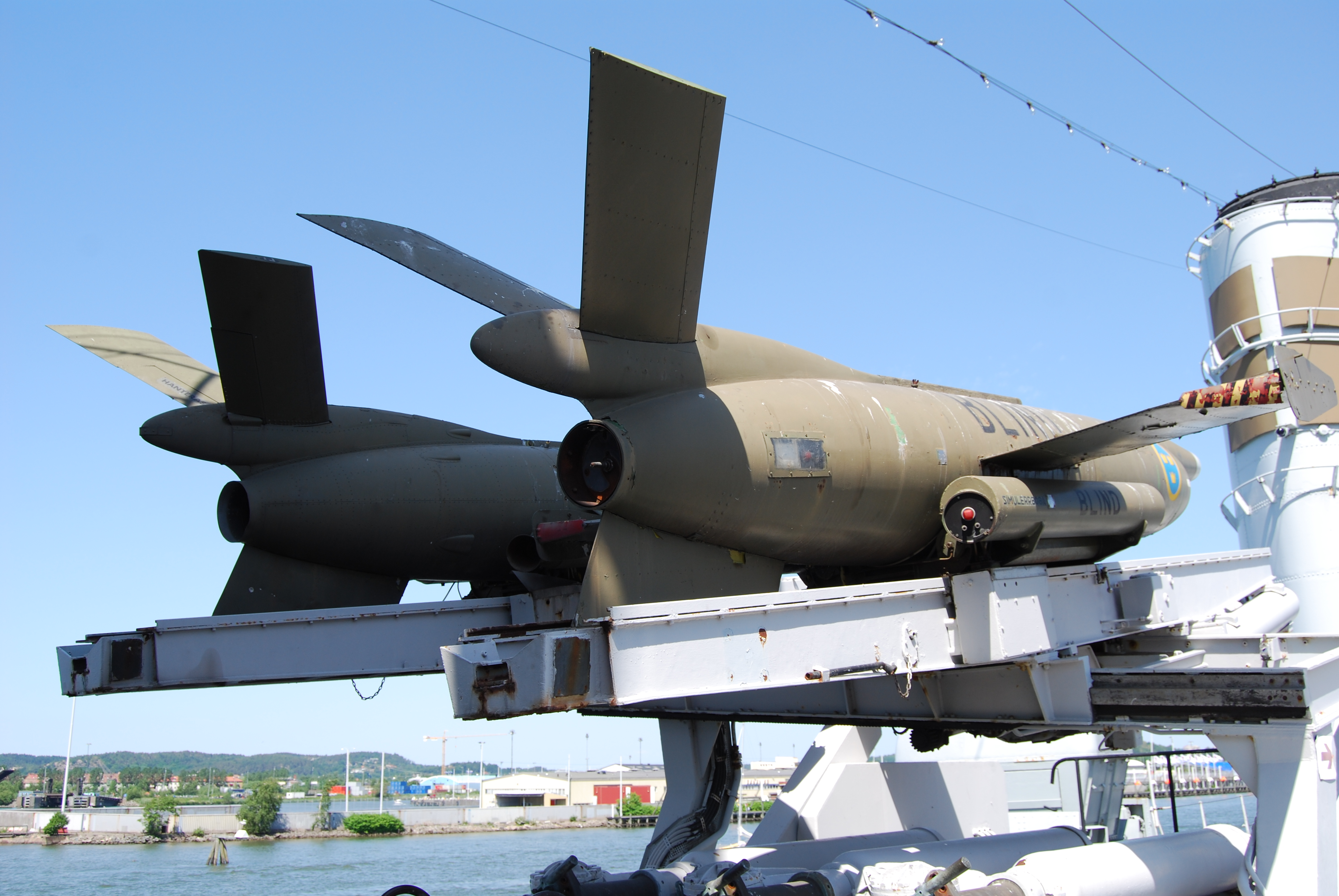
右後方からの写真
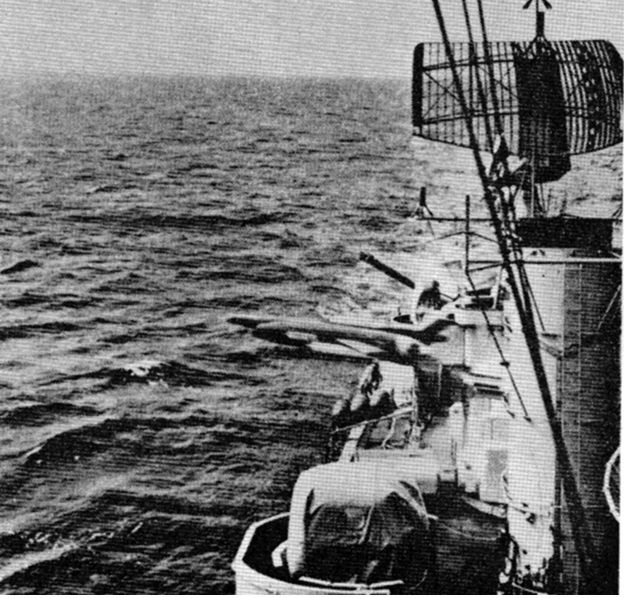
艦上での発射シーン

## 運用史
RB-08Aは西側諸国として初めて実戦配備された対艦ミサイルであった。上記の経緯もあってまず艦対艦ミサイルとして装備化され、1966年には「スモーランド」に、翌年には「ハッランド」に搭載された。また1968年には沿岸砲兵部隊にも配備され、ハッランド級の退役後には同級の搭載ミサイルもこれに加わった。
元来、RB-08Aは、より高性能なRB-08Bに向けての先行配備型として位置付けられていた。しかし1968年に閣議承認された防衛決定では、サーブ 37 ビゲン戦闘機の開発計画が優先事項とされ、予算をこちらに配分する必要から、RB-08Bの開発は打ち切られた。
この開発中止によってスウェーデンの対艦ミサイル戦力整備は停滞し、バルト海で劣位を強いられることになった。1970年にはノルウェーの設計に基づく哨戒艇（後のフギン級）の導入が決定され、同国のペンギン対艦ミサイルを搭載する方向で検討が進んでいたが、海軍としては射程面で不満を抱えていた。海軍はアメリカ合衆国製のハープーンの調達を目指していたが、政府の意向で国内開発が進められ、1985年よりRBS-15の配備が開始された。RB 08Aはこれにより代替され、1995年に運用を終了した。